# ایسدرا
ایسدرا (انگلیسی: Isdera) شرکت خودروسازی آلمانی است، که در سال ۱۹۶۹ تأسیس شد.

## نگارخانه

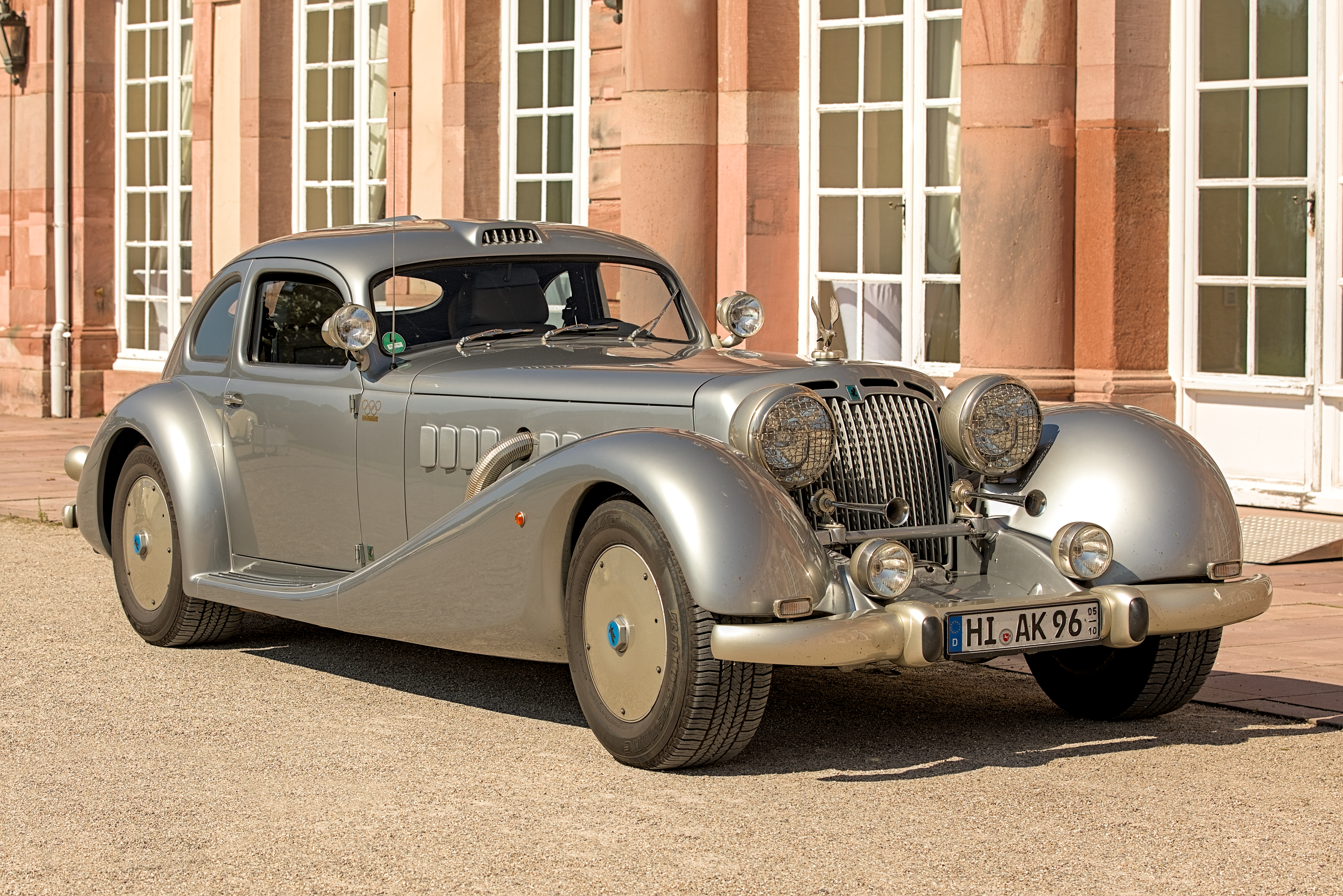
نگاره‌ای از جلوی خودروی ایسدرا مدل پیک اتوبان ۱۱۶آی (به آلمانی: Autobahnkurier 116i)، که توسط ابرهارد شولتز (de) طراحی شده‌است.
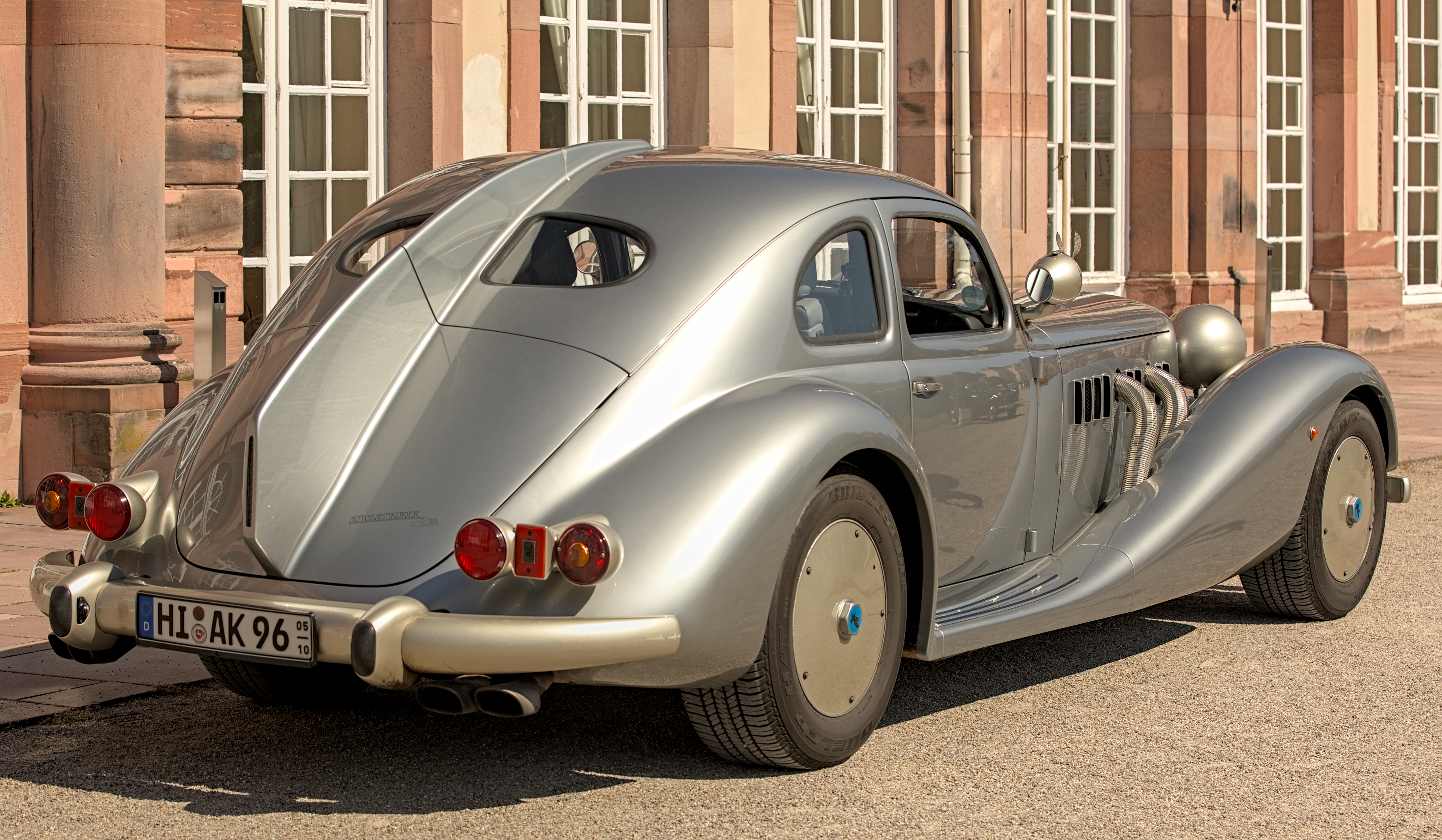
این خودرو دارای دو موتور قدرتمند و دارای ۱۶ سیلندر می‌باشد و می‌تواند تا سرعت ۲۴۲ کیلومتر در ساعت حرکت کند.